# ワーレン・マドリガル
ワーレン・ステベン・マドリガル・モリーナ（Warren Steven Madrigal Molina , 2004年7月24日 - ）は、コスタリカ・サンホセ州サンホセ出身のサッカー選手。ラ・リーガ・バレンシアCF所属。ポジションは FW。

## クラブ経歴
2020年に16歳でデポルティーボ・サプリサとプロ契約を結び、トップチームに昇格。8月15日のリモンFC戦で、後半44分に交代で起用され、プロデビュー。2022-23シーズンはスポルティングFCにローン移籍でプレーし、2022年8月28日のADグアナカステカ戦でプロ初ゴールを記録。同シーズン中に復帰し、計33試合10ゴールを記録。2023-24シーズンも7ゴールを決めた。
2024年8月4日、バレンシアCFに買取オプション付きのローン移籍で加入した事が発表された。

## 代表経歴
2023年3月にコスタリカ代表に初招集。26日のマルティニーク戦で代表デビュー。以降、2023 CONCACAFゴールドカップやコパ・アメリカ2024の代表にも選出された。